# Marc Marci Ral·la
Marc Marci Ral·la (llatí: Marcus Marcius Ralla) va ser un magistrat romà. Formava part de la gens Màrcia i de la família Ral·la, d'origen plebeu.
Va ser pretor urbà el 204 aC. Després va acompanyar Publi Corneli Escipió a Àfrica per lluitar contra els cartaginesos. Va ser un dels llegats que Escipió va enviar a Roma el 202 aC juntament amb els ambaixadors cartaginesos que anaven a suplicar la pau.